# Baie de l'Acul
La baie de l'Acul, dénommée également la baie de l'Acul-du-Nord, est une baie située sur la côte septentrionale d'Haïti au nord de la ville de l'Acul-du-Nord et à l'ouest de la ville de Cap-Haïtien. 

## Géographie
La baie de l'Acul est une baie largement ouverte vers le Nord. Elle s'étend entre la pointe de Labadie à l'Est le cap de Balimbé à l'Ouest. La baie de l'Acul s'enfonce à l'intérieur des terres sur près de cinq kilomètres de longueur sur une largeur d'environ deux kilomètres avec un goulot d'étranglement en son milieu d'une largeur d'environ cinq cents mètres.
Au large de la baie, de nombreux hauts-fonds émergent formant de nombreux îlots dangereux pour la navigation. De nombreuses épaves de navires sont échouées ou gisent au fond de l'eau depuis parfois plusieurs siècles. Parmi ces îlots, l'île à Rat dénommée également l'île La Amiga par Christophe Colomb qui l'aurait baptisée ainsi en raison d'une Amérindienne rencontrée là.